# Пратап Сінґх II
Пратап Сінґх II (гінді प्रताप सिंह द्वितीय; 27 липня 1724 —10 січня 1754) — магарана князівства Мевар у 1751–1754 роках.

## Життєпис
Походив з династії Сесодія. Син Джаґат Сінґха II. Народився 1724 року. 1731 року його батько посів трон Мевару. У 1747 році брав участьу битві біля Раджамагалу, де Джаґат Сінґх II з союзниками зазнав поразки від князівство Амбер-Джайпур. 1751 року після смерті батька успадкував владу.
Взяв курс на збереження союзу з Малхар Рао I Холкаром, магараджею Малави, та Мадх'я Сінґхом I Качваха, новим магараджею Джайпуру. Разом з ними у 1751 і 1752 роках брав участь у військових кампаніях проти рохіллів, що були вдалими. Але це не забезпечило захист Мевару від вторгнення військ князівства Марвар, оскільки 1752 року було втрачено місто Годвар на користь магараджи Віджай Сінґха. 1753 року надав допомогу раніше поваленому магараджі Рам Сінґху, який переміг Віджай Сінґха, відновившись на троні Марвару. Натомість поверунув Годвар Меварському князівству.
Вже у січні 1754 року Пратап Сінґх II раптово помер. Йому спадкував син Радж Сінґх II.